# Mademoiselle Mozart
Pour plus de détails, voir Fiche technique et Distribution.
Mademoiselle Mozart ou Mam'zelle Mozart est un film français réalisé par Yvan Noé, sorti en 1936.

## Synopsis
Un homme tombe amoureux de la jolie patronne d'un magasin d'instruments de musique, dont les affaires marchent mal. Il va renflouer le magasin pour conquérir son cœur. 

## Fiche technique
- Titre : Mademoiselle Mozart
- Réalisation : Yvan Noé
- Scénario : Yvan Noé
- Photographie : Charles Bauer et Robert Lefebvre
- Musique et chansons : Wal-Berg
- Photographe de plateau : Léo Mirkine
- Producteur : Yvan Noé
- Sociétés de production : Films Yvan Noé et Cinel
- Société de distribution : Télédis
- Pays de production :  France
- Format : Noir et blanc — 35 mm — 1,37:1 — Son : Mono
- Genre : Comédie
- Durée : 90 minutes (1 h 30)
- Dates de sortie : 
  - France : 17 janvier 1936 (Paris) ;
  - États-Unis : 26 novembre 1937
- Affiche : Georges Dastor (France)

## Distribution
- Danielle Darrieux : Denise, alias Mademoiselle Mozart
- Pierre Mingand : Maxime Lecourtois
- Louis Baron fils : Alfred Pascoureau
- Pauline Carton : Annette (la bonne)
- Christiane Dor : Suzy
- Pierrette Caillol : Loulou
- Maximilienne : Mme Lecourtois
- Jeanne Lory : Mme Pascoureau / Mme Durand
- Michèle Morgan : une entraîneuse
- Robert Seller : M. Lecourtois
- Solange Moret : Geneviève Durand
- Anthony Gildès : le président de l'œuvre
- André Numès Fils : le secrétaire-quêteur
- Robert Clermont : le créancier
- Anna Lefeuvrier : la cuisinière
- Paul Marthès : le monsieur au chien
- Jean Appert
- Paul Asselin
- Georges Héritier
- Alexandre Mathillon
- Lise Mervyl
- François Petit
- Les Blue Bell Girls